# Râul Lungșorul
Râul Lungșorul este un curs de apă, afluent al râului Dașor.